# Ortignano Raggiolo
Ortignano Raggiolo é uma comuna italiana da região da Toscana, província de Arezzo, com cerca de 852 habitantes. Estende-se por uma área de 36 km², tendo uma densidade populacional de 24 hab/km². Faz fronteira com Bibbiena, Castel Focognano, Castel San Niccolò, Loro Ciuffenna, Poppi.

## Demografia
| Variação demográfica do município entre 1861 e 2011                               |
|                                                                                   |
| Fonte: Istituto Nazionale di Statistica (ISTAT) - Elaboração gráfica da Wikipedia |